# Константинов, Борис Анатольевич
Бори́с Анато́льевич Константи́нов (24 декабря 1968, Жигалово, Иркутской области, Россия, СССР) — российский режиссёр кукольного театра
, актёр, педагог и драматург. С 2013 — главный режиссёр Государственного академического центрального театра кукол им. Образцова. Неоднократный лауреат российской национальной театральной премии «Золотая маска» и высшей театральной премии Санкт-Петербурга «Золотой софит». Член жюри национальной театральной премии «Золотая маска». Работал в дипломной комиссии национальной школы кукольного искусства в Шарлевиль-Мезьерe.В 2016-2021 — в составе исполнительного комитета международного союза кукольников UNIMA, президент молодёжной комиссии UNIMA. Заслуженный деятель искусств Российской Федерации (2019).

## Биография
Борис Константинов родился в декабре 1968 года в посёлке Иркутской области. Окончил Восточно-Сибирскую академию культуры и искусств по специальности «режиссура драмы» и Санкт-Петербургскую государственную академию театрального искусства (РГИСИ) по специальности «режиссура театра кукол» — курс Н. П. Наумова.
В годы студенчества спектакли будущего режиссёра зрители могли увидеть на международном фестивале театральных школ в польском Вроцлаве, в программе фестивалей театров «Дворцы Санкт-Петербурга — детям», на международном фестивале театров кукол стран Средиземноморья в Бейруте.
Работал в театре марионеток в Германии, преподавал в СПбГАТИ (ныне — Российский государственный институт сценических искусств).
Один из создателей театра-студии «Karlsson Haus» в Санкт-Петербурге. Был режиссёром-постановщиком III, IV, VIII, X, XIII  и XIV международной летней театральной школы СТД РФ.
С 2013 является главным режиссёром Государственного академического центрального театра кукол им. Образцова. С 2014 года — главный редактор журнала о куклах и людях «Театр чудес». Выступал консультантом кукольных сцен в рок-опере А.Кончаловского и Э.Артемьева «Преступление и наказание».
С 2017 —  руководитель мастерской режиссёров и художников-постановщиков театра кукол (до 2022 совместно с художником Виктором Антоновым) в ГИТИСе.
Ставит спектакли в театрах России и за рубежом.

## Постановки
- 1990 — Питт и Муф / Бурятский республиканский театр кукол «Ульгэр»
- 1991 — Лисёнок-плут / Бурятский республиканский театр кукол «Ульгэр»
- 1997 — Это было зимним летом / Башкирский государственный театр кукол
- 1998 — Дюймовочка / Бурятский республиканский театр кукол «Ульгэр»
- 1999 — Считаю до пяти / Театр марионеток им. Е. С. Деммени
- 2006 — Гусёнок / Театр кукол «Бродячая собачка», Санкт-Петербург
- 2006 — Мой Карлссон / театр-студия «Кarlsson Haus»
- 2007 — Волшебное пёрышко / Театр марионеток им. Е. С. Деммени
- 2008 — Дюймовочка / Театр кукол имени С. В. Образцова
- 2009 — Сказка о попе и работнике его Балде / Вологодский театр кукол «Теремок»
- 2010 — Палата № 9 / Международная летняя школа СТД
- 2010 — Нам пора идти / ТК «Открытое Пространство», Санкт-Петербург
- 2010 — По ту сторону Гоголя / Сахалинский театр кукол
- 2011 — Птицы / Театр марионеток им. Е. С. Деммени
- 2011 — Снеговик / Театр кукол имени С. В. Образцова
- 2011 — Палата № 9, люди и куклы / Кировский театр кукол имени А. Н. Афанасьева
- 2012 — По дороге к солнцу (Kelionė saulės link) / Каунасский театр кукол (Kauno lėlių teatras)
- 2012 — Как птенец дракона победил / Краснодарский краевой театр кукол
- 2012 — Кармен / Вологодский театр кукол «Теремок»
- 2012 — Поехали! / Московский театр кукол
- 2013 — Черта-ааа! / Учебный театр «На Моховой»
- 2013 — Волшебное кольцо / Архангельский областной театр кукол
- 2013 — Все другие и собака / Гулял по улице щенок / Театр кукол имени С. В. Образцова
- 2013 — Сказка о попе и о работнике его Балде / ТК «Открытое Пространство», Санкт-Петербург
- 2014 — Как закалялась сталь / Международная летняя школа СТД
- 2014 — Али-баба и сорок разбойников / Театр кукол имени С. В. Образцова
- 2014 — Безумный день, или Женитьба Фигаро / Театр кукол имени С. В. Образцова
- 2015 — Ленинградка (Вторая редакция спектакля 2008 г.) / театр-студия «Куб» совместно с Театром кукол имени С. В. Образцова)
- 2015 — Железо / Театр кукол Республики Карелия
- 2015 — Письмовник / Московский детский камерный театр кукол
- 2015 — Аленький цветочек / Театр кукол имени С. В. Образцова
- 2016 — Тишина. Посвящение Эдит Пиаф / Международная летняя школа СТД
- 2017 — Турандот / Театр кукол имени С. В. Образцова
- 2018 — Утиная охота / Иркутский областной театр кукол «Аистёнок»
- 2018 — Жена мужа в Париж провожала / Театр кукол имени С. В. Образцова
- 2019 — Тишина. Посвящение Эдит Пиаф / Театральная компания Натальи Суконкиной при поддержке СТД
- 2019 — Dia de muertos. День мертвых / Международная летняя школа СТД
- 2019 — Пегий Пёс, бегущий краем моря / Рязанский театр кукол
- 2019 — Луна для всех одна. We all live under the same moon / Международный проект UNIMA
- 2019 —  Сказка о царе Салтане / Театр кукол имени С. В. Образцова
- 2020 —   Русалочка  / Московский областной театр кукол
- 2020 —   Гадкий утёнок  / Театр кукол имени С. В. Образцова
- 2021 —  Чёт НЕчет / Международная летняя школа СТД
- 2021 — Тихая песня Луны. We all live under the same moon / Международный проект UNIMA и Рязанского театра кукол
- 2021 — Белая уточка / Театр кукол имени С. В. Образцова
- 2021 — Новогодняя экспедиция / Театр кукол имени С. В. Образцова
- 2022 — Питер Пэн и Венди / Театр кукол имени С. В. Образцова
- 2022 — Новогодняя экспедиция. По следам Черного кролика / Театр кукол имени С. В. Образцова
- 2023 — Кто убил Фриду Кало / Театр кукол имени С. В. Образцова
- 2023 — Праздник шишки / Иркутский областной театр кукол «Аистёнок»
- 2024 — Ромео и Джульетта / театр «КукФО / Кукольный формат», Санкт-Петербург
- 2024 — АлисЫ в Стране чудес / Театр кукол имени С. В. Образцова
- 2024 — Новогодняя экспедиция. Ледяное сердце дракона / Театр кукол имени С. В. Образцова
- 2025 — Чайка по имени... / Театр кукол имени С. В. Образцова

## Признание и награды

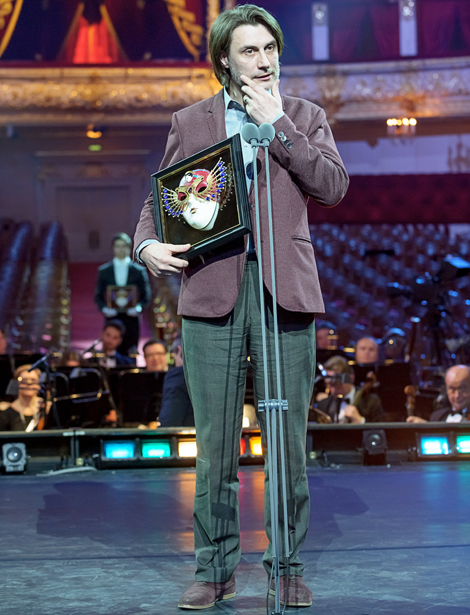
Борис Константинов на вручении Российской национальной премии «Золотая маска» — 2014 год

- Заслуженный деятель искусств Российской Федерации (3 июля 2019 года) — за заслуги в развитии отечественной культуры и искусства, многолетнюю плодотворную деятельность[18].
- Лауреат премии Москвы в области литературы и искусства[19].
- Приз за вклад в развитие искусства для детей и юношества V Большого Детского фестиваля (художественный руководитель – Сергей Безруков).
- Спектакль «Волшебное пёрышко» в Театре марионеток им. Деммени (Санкт-Петербург) — лауреат Высшей театральной премии Санкт-Петербурга «Золотой софит» 2007 и национальной театральной премии «Золотая маска» 2008 в двух номинациях[4][20].
- Спектакль «Кармен» (по П. Мериме) в Вологодском театре кукол — лауреат национальной театральной премии «Золотая маска» 2014[21]. Этот спектакль получил призы на VII международном фестивале театров кукол «Петрушка Великий»[22], на 46 международном фестивале театров кукол «PIF» в хорватском Загребе[23], на XX международном фестивале театров кукол для детей и молодежи в сербской Суботице (Гран-при)[24], на XXIII международном фестивале театров для детей в Которе (Черногория), на международном фестивале спектаклей для взрослых «Соломенный жаворонок» в Челябинске. Помимо этого, спектакль был в программе зрительских фестивалей: III международного фестиваля театральных форм «Materia prima» в польском Кракове, международного фестиваля в хорватском Шибенике, VIII международного фестиваля театров кукол «Кукольные дни в Измире» в Турции, международного фестиваля в Сувоне (Южная Корея), XI международного фестиваля синтетических театров и театров кукол «КукАрт» в Санкт-Петербурге и др.
- Спектакль «Снеговик» (по Х. К. Андерсену) Театра кукол им. Образцова — лауреат национальной театральной премии «Золотая маска» 2013[25] в двух номинациях, стал «Лучшим спектаклем» международного фестиваля театров кукол «Двама са малко — трима са много» в болгарском Пловдиве и был представлен в программах зрительских фестивалей: X международного Рождественского фестиваля искусств в Новосибирске, международного передвижного фестиваля театров кукол «Ковчег» в Томске и др.
- Спектакль «Ленинградка» (совместная постановка Театра кукол им. Образцова и Санкт-Петербургского театра-студии «Куб») — лауреат национальной театральной премии «Золотая маска» 2009[26] в двух номинациях и лауреат специальной премии «Золотой Софит»[27] — становился участником фестивалей в России, Германии, Дании, Иордании и др.
- Спектакль «По дороге к солнцу» Каунасского театра кукол в Литве, участвовал во II международном театральном фестивале VASAR (Друскининкай, Литва), в международном фестивале театров кукол им. Образцова в Москве, в международном ТРЭФФ-фесте в Эстонии, в фестивале конгресса АССИТЕЖ и UNIMA в хорватской Риеке, а также стал лауреатом международного фестиваля театров кукол «Лялькi над Нёманам» в Гродно (Беларусь).
- «Сказка о попе и о работнике его Балде» (по А.С Пушкину) Вологодского театра кукол — лауреат международного фестиваля 21-го Конгресса UNIMA, проходившего в Чэнду (Китай) — получила также и приз Межрегионального фестиваля «Вятка-город детства» в Кирове.
- «Безумный день, или Женитьба Фигаро» (по П. О.К де Бомарше) ГАЦТК им. Образцова получил премию «Московского комсомольца»[28] как лучший кукольный спектакль большой формы и был трижды номинирован[29] на национальную театральную премию «Золотая маска» 2016. Спектакль участвовал и в крупномасштабном фестивале «Балтийские сезоны» в Калининграде.
- «Письмовник»  Московского детского камерного театра кукол получил приз за лучший спектакль и приз критики  XIV Международного театрального фестиваля «Голоса истории», также отмечен призом V Международного фестиваля спектаклей для взрослых «Соломенный жаворонок» и др.
- «Железо» — лауреат национальной театральной премии «Золотая маска» 2017[30] получил высшую республиканскую театральную премию «Онежская маска» (лучший спектакль сезонов 2014/15 и 2015/16), призы жюри VIII международного фестиваля театров кукол «Петрушка Великий» [31], приз за лучший спектакль Шомбай-феста[32] и др.
- Спектакль «Турандот» (по К. Гоцци) ГАЦТК им. Образцова получил премию «Московского комсомольца»[33] как лучший кукольный спектакль и был шестикратно номинирован[34] на национальную театральную премию «Золотая маска». Спектакль-лауреат Московской театральной премии СТД РФ «Гвоздь сезона».
- «Утиная охота»  Иркутского театра кукол  вошла в лонг-лист[35] Национальной театральной премии «Золотая маска» как самый заметный спектакль сезона 2018-2019 гг., получила премию правительства Российской Федерации как лучшая театральная постановка по произведениям русской классики[36]; на  I Межрегиональном фестивале-конкурсе театров кукол  «Сибирь.ТерраМагика» отмечена призом за освоение драматургии Вампилова.
- «Тишина. Посвящение Эдит Пиаф» Театральной компании Натальи Суконкиной получила 4 номинации национальной театральной премии «Золотая маска»[37],  и стала лауреатом как «Лучший спектакль в театре кукол», участвовала в Международном Образцов Фесте, Международных фестивалях «Театр кукол без границ» и «Путь кочевника»
- Спектакль «Пегий пес, бегущий краем моря» по Ч. Айтматову в Рязанском театре кукол  — лауреат национальной театральной премии «Золотая маска», лауреат регионального театрального фестиваля «Зеркало сцены», получил приз за лучшую режиссуру Шомбай-феста-2022.
- «Белая уточка» Театр кукол имени С. В. Образцова   — лауреат национальной театральной премии «Золотая маска» в 2х номинациях: «Лучший спектакль в театре кукол» и «Лучшая работа режиссера»
- «Ромео и Джульетта» В. Шекспира в театре «КукФО / Кукольный формат» — лауреат Высшей театральной премии Санкт-Петербурга «Золотой софит» как «Лучший спектакль в театре кукол», получил Гран-при и приз «Признание» ХII международного фестиваля театров кукол «Петрушка Великий», приз VII Большого Детского фестиваля.

Неоднократно спектакли Бориса Константинова были представлены во внеконкурсных программах национальной театральной премии «Золотая маска» «Маска+» и национальной театральной премии в области искусства для детей «Арлекин», в фестивальных программах «Золотой маски» в российских регионах и странах Прибалтики, Всероссийского Пушкинского театрального фестиваля, международного фестиваля «Рязанские смотрины», международного фестиваля новых театров, новой режиссуры, новой драматургии и театральных инициатив «Рождественский парад» в Санкт-Петербурге и др.